# Ocotea cuatrecasasii
Ocotea cuatrecasasii är en lagerväxtart som beskrevs av Van der Werff. Ocotea cuatrecasasii ingår i släktet Ocotea och familjen lagerväxter. Inga underarter finns listade i Catalogue of Life.